# Jean-Baptiste de Chatillon
Jean-Baptiste Chasseloup de Chatillon, né le 19 mars 1965 à Neuilly-sur-Seine, est un dirigeant d'entreprise français.

## Biographie
Jean-Baptiste Chasseloup de Chatillon obtient, en double diplôme, une Licence Finance à Lancaster University en 1987 et un DESS Finance à l'université Paris Dauphine-PSL en 1989. Il obtient en brevet d'études professionnelles agricoles à l'École supérieure des agricultures d'Angers en 2012.
Cette même année, il rentre chez PSA Peugeot Citroën, nommé à l'âge de 23 ans à la tête du contrôle de gestion de Peugeot Espagne, avec pour objectif le rapprochement des process et les esprits entre les Peugeot et les anciens Chrysler, puis, en 1999, directeur financier de PSA Peugeot Citroën UK et, en 2001, responsable des importateurs européens de Citroën.
Suivant les affectations de son épouse, il est nommé directeur général de Citroën Belgique Luxembourg en 2003, qu'il fait passer de la troisième position à son arrivée à première du marché en 2006 au moment de son départ.
Directeur du contrôle de gestion de PSA en 2007, il est chargé de mettre en place la direction de la garantie groupe et d'établir les fondements de directions financières communes dans toutes les grandes filiales européennes.
En 2012, il devient directeur financier, vice-président exécutif et membre du directoire et du comité exécutif de PSA Peugeot-Citroën,. Au sein de PSA, il occupe également les fonctions de président du Conseil de la Banque PSA Finance (BPF) et du conseil de surveillance de Peugeot Finance International NV, de vice-président et directeur général de PSA International SA, de directeur financier et de l'information de la Fondation PSA Peugeot Citroën.
En 2016, son rôle de le redressement du Groupe PSA lui vaut de recevoir le prix de « Directeur financier de l'année » remis par la DFCG, Hudson et PwC, en partenariat avec Acies, et d'être classé dans les « 100 leaders de la finance » du magazine Décideurs.
En 2018, après vingt-neuf années, il quitte le Groupe PSA pour devenir vice-président exécutif, directeur financier et membre du comité exécutif de Sanofi,,,.
Marqué par un pèlerinage avec son épouse à Czestochowa, au début des années 1980 dans la Pologne communiste, il s'engage dans sa paroisse (préparation au mariage, fraternité de couples, Équipes Notre-Dame) et auprès de jeunes. Il accueille, depuis 2014, en lien avec le Jesuit Refugee Service (JRS), des jeunes migrants à son domicile parisien ainsi que des familles dans sa propriété de l'Orne. Accompagnant des adolescents vers l'insertion sociale au sein d'une association parisienne entre 2017 et 2022, il met également en place des ateliers pour des adolescents.
En juillet 2024, il succède à Nicolas Truelle en tant que directeur général des Apprentis d'Auteuil,.